# Caqu (sockenhuvudort i Kina, Tibet Autonomous Region, lat 31,53, long 93,28)
Caqu (kinesiska: Chaqu, 茶曲, Tangguochong, 唐郭冲, 茶曲乡) är en sockenhuvudort i Kina. Den ligger i den autonoma regionen Tibet, i den sydvästra delen av landet, omkring 290 kilometer nordost om regionhuvudstaden Lhasa. Antalet invånare är 5 557. Befolkningen består av 2 724 kvinnor och 2 833 män. Barn under 15 år utgör 37 %, vuxna 15-64 år 57 %, och äldre över 65 år 5,0 %.
Runt Caqu är det mycket glesbefolkat, med 4 invånare per kvadratkilometer. Närmaste större samhälle är Datang, 16,0 km väster om Caqu. Trakten runt Caqu består i huvudsak av gräsmarker.
Genomsnittlig årsnederbörd är 979 millimeter. Den regnigaste månaden är juli, med i genomsnitt 206 mm nederbörd, och den torraste är december, med 4 mm nederbörd.